# USS Fitzgerald (DDG-62)

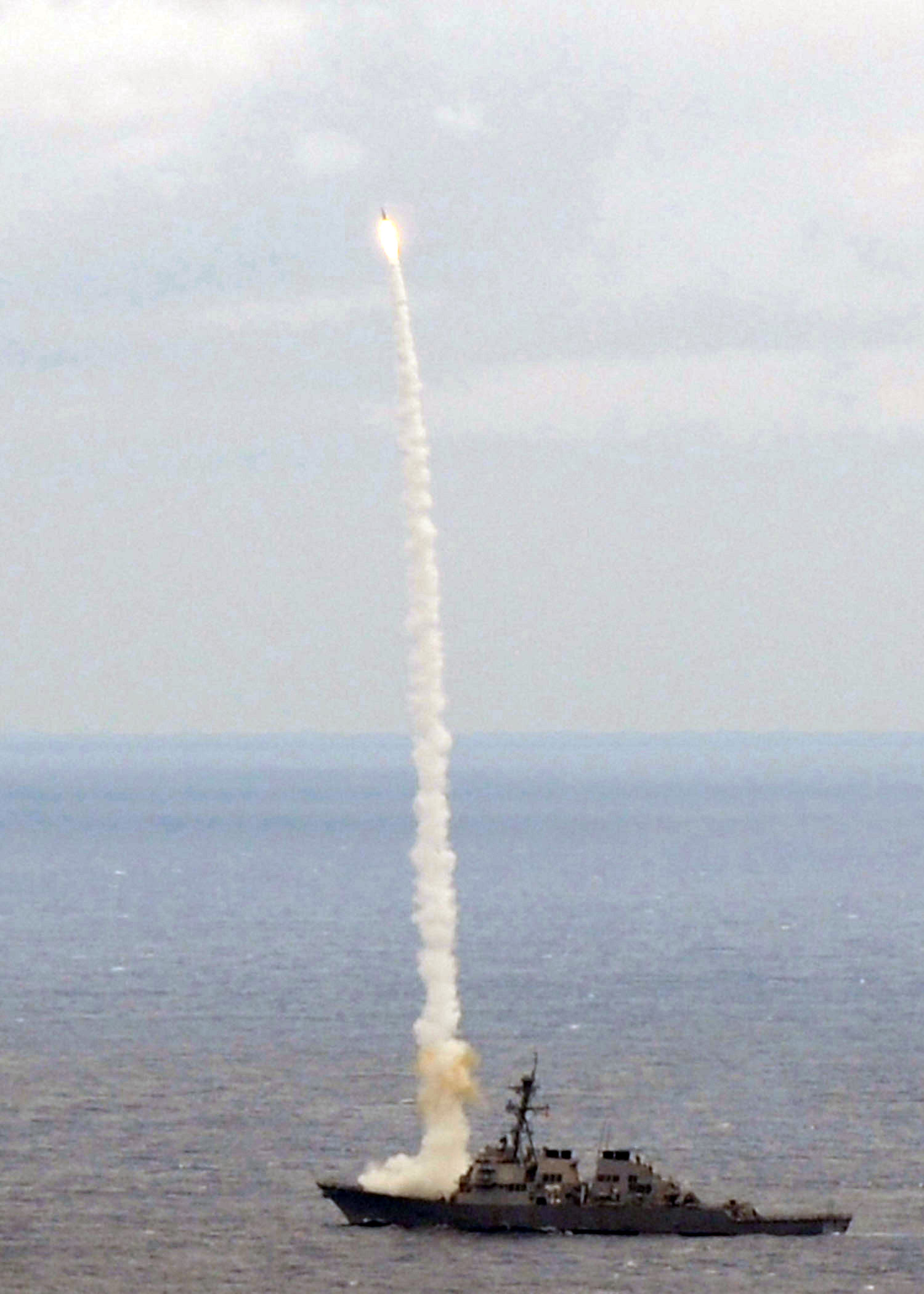
O USS Fitzgerald disparando um míssil tomahawk, 2010.

O USS Fitzgerald é um contratorpedeiro da classe Arleigh Burke pertencente a Marinha de Guerra dos Estados Unidos. Atualmente, o navio está submetido a 7ª Frota com seu porto natal de Yokosuka no Japão.
Desde 2004, o USS Fitzgerald serve no Pacífico. Em 2011, prestou serviços humanitários de assistência durante o sismo e tsunami de Tohoku. Em 17 de junho de 2017, se chocou contra um navio porta-contentores filipino chamado Crystal, causando extensos danos a ambas as embarcações. O Fitzgerald estava na região próximo as Filipinas fazendo exercícios navais no período do acidente. Ele retornou para sua base, em Yokosuka, para reparos. Segundo o comando da Marinha dos Estados Unidos, sete marinheiros americanos foram mortos no incidente.